# Бютт (Луїзіана)
Бютт (англ. Boutte) — переписна місцевість (CDP) в США, в окрузі Сент-Чарлз штату Луїзіана. Населення — 3054 особи (2020).

## Географія
Бютт розташований за координатами 29°53′12″ пн. ш. 90°23′21″ зх. д. / 29.88667° пн. ш. 90.38917° зх. д. (29.886734, -90.389186).  За даними Бюро перепису населення США в 2010 році переписна місцевість мала площу 35,84 км², з яких 35,72 км² — суходіл та 0,12 км² — водойми.

## Демографія
Згідно з переписом 2010 року, у переписній місцевості мешкало 3075 осіб у 1088 домогосподарствах у складі 778 родин. Густота населення становила 86 осіб/км².  Було 1217 помешкань (34/км²).
Расовий склад населення:
| - 56,9 % — чорних або афроамериканців - 37,7 % — білих - 1,2 % — азіатів - 0,5 % — корінних американців - 1,7 % — осіб інших рас |

До двох чи більше рас належало 2,1 %. Частка іспаномовних становила 4,4 % від усіх жителів.
За віковим діапазоном населення розподілялося таким чином: 31,1 % — особи молодші 18 років, 61,1 % — особи у віці 18—64 років, 7,8 % — особи у віці 65 років та старші. Медіана віку мешканця становила 32,1 року. На 100 осіб жіночої статі у переписній місцевості припадало 91,8 чоловіків;  на 100 жінок у віці від 18 років та старших — 88,3 чоловіків також старших 18 років.
Середній дохід на одне домашнє господарство  становив 67 543 долари США (медіана — 55 833), а середній дохід на одну сім'ю — 75 480 доларів (медіана — 61 216). Медіана доходів становила 66 025 доларів для чоловіків та 37 102 долари для жінок. За межею бідності перебувало 10,2 % осіб, у тому числі 15,6 % дітей у віці до 18 років та 0,0 % осіб у віці 65 років та старших.
Цивільне працевлаштоване населення становило 1288 осіб. Основні галузі зайнятості: освіта, охорона здоров'я та соціальна допомога — 25,2 %, роздрібна торгівля — 12,9 %, виробництво — 12,0 %.